# Kostel svatého Mikuláše (Veverské Knínice)
Kostel svatého Mikuláše je římskokatolický chrám v obci Veverské Knínice v okrese Brno-venkov. Je chráněn jako kulturní památka České republiky. Je farním kostelem veverskoknínické farnosti.

## Historie
První zmínka o faře ve Veverských Knínicích pochází z roku 1259, kostel byl postaven v raně gotickém slohu nedlouho poté, zachován je portál v severní stěně lodi z doby kolem roku 1270. Chrám byl v 18. století upraven barokně. Jedná se o jednolodní stavbu s trojboce ukončeným kněžištěm, na nějž navazuje nepravidelný přístavek, a hranolovou věží před západním průčelí.